# Northrop YF-23
Northrop Grumman/McDonnell Douglas YF-23 là một nguyên mẫu máy bay tiêm kích thử nghiệm của Hoa Kỳ, nó được thiết kế cho Không quân Hoa Kỳ. YF-23 là một mẫu cạnh tranh với Lockheed YF-22 trong chương trình Máy bay tiêm kích Chiến thuật Tiên tiến, nhưng YF-23 đã thua YF-22, và hiện nay YF-22 đã sản xuất thành F-22 Raptor.

## Thiết kế và phát triển

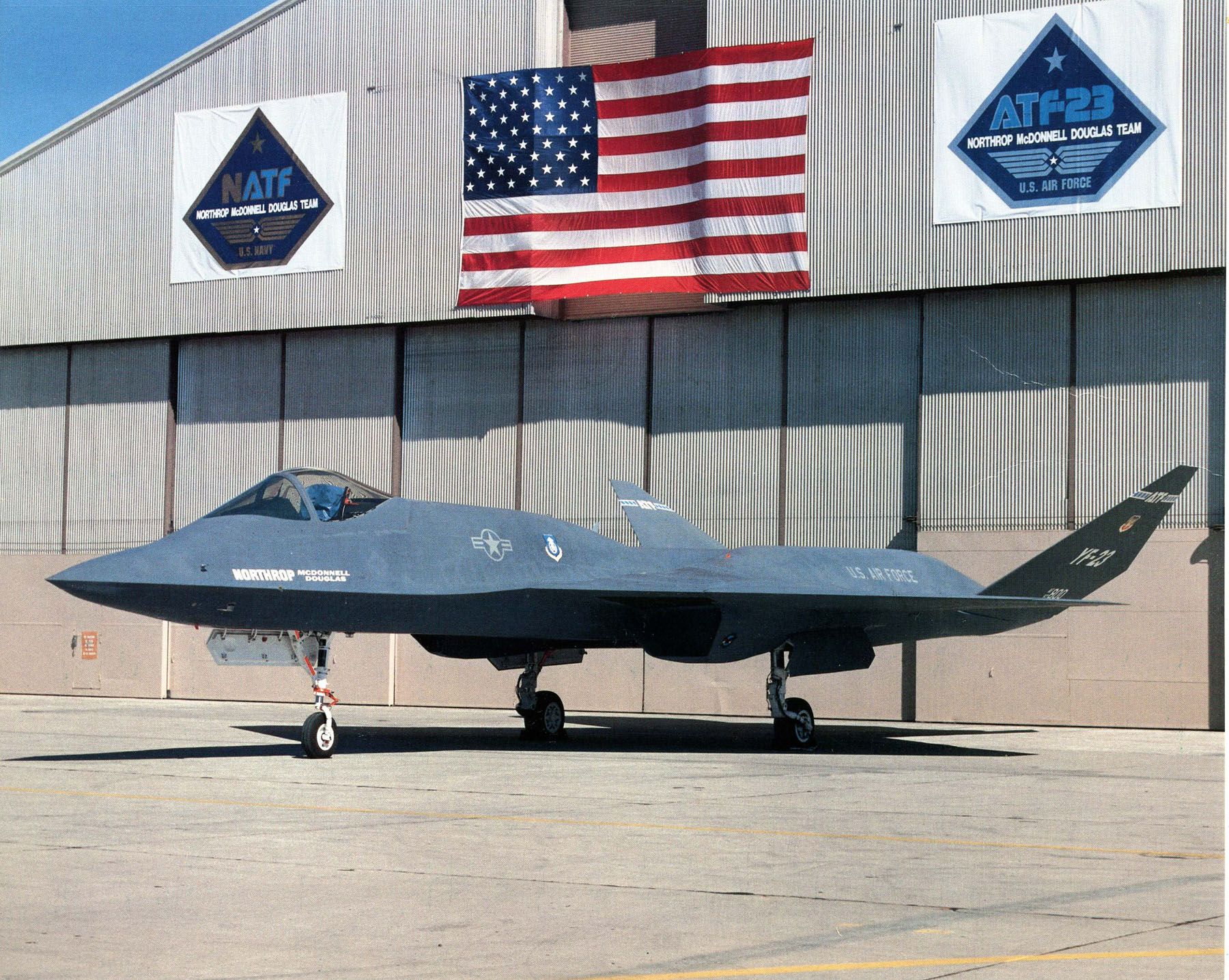
ㅤㅤㅤㅤㅤㅤ

YF-22 và YF-23 đã cạnh tranh với nhau trong chương trình Máy bay tiêm kích Chiến thuật Tiên tiến (ATF) của không quân Mỹ, được hình thành vào đầu thập kỷ 1980, nhằm thay thế các máy bay F-15 Eagle. Những hợp đồng cho hai thiết kế đầy hứa hẹn nhất được công bố vào năm 1986, YF-23 được chuyển giao vào năm 1989 và đánh giá kết luận vào năm 1991.
YF-23 được thiết kế để đáp ứng yêu cầu của không quân Mỹ về một máy bay tiêm kích có khả năng sống sót cao, tốc độ hành trình siêu âm, hoạt động bí mật, giảm sự phản xạ sóng radar, và giảm chi phí bảo dưỡng. Được thiết kế với ưu thế là bề ngoài sử dụng công nghệ tàng hình, nhờ vào các kinh nghiệm của Northrop đối với F-18 Hornet và B-2 Spirit. YF-23 là một máy bay có bề ngoài không giống với máy bay quy ước với thiết kế cánh hình thoi, luật diện tích lớn, và một đuôi-V. YF-23 đưa vào thiết kế đặc tính mới là miệng máng phun phản lực phủ lót phía sau với gạch cách nhiệt được phát triển bởi hãng Allison, gạch cách nhiệt ngăn chặn khả năng phát hiện hồng ngoại từ phía sau. Mọi bề mặt điều khiển được kết hợp với nhau qua Hệ thống quản lý phương tiện để cung cấp "net effect - kết quả tính" cho việc điều khiển khí động học. Những cánh tà ở cánh và cánh phụ được thiết kế lệch ngược lại trên mọi cạnh để tạo lực trượt, trong khi đuôi tạo độ cao bay vọt lên. Phanh khí động lực làm việc bằng cách làm lệch những cánh tà và những cánh phụ đồng thời trên cả hai.
Dù sở hữu một thiết kế tiên tiến, để giảm giá thành và phát triển, một số thành phần của F-15 Eagle đã được tận dụng để sử dụng trên YF-23 bao gồm bánh xe tiêu chuẩn dưới mũi F-15 và buồng lái phía trước của F-15E Strike Eagle.
Hai chiếc đã được chế tạo. Nguyên mẫu PAV-1 được lắp động cơ Pratt & Whitney YF119, trong khi nguyên mẫu PAV-2 lắp động cơ General Electric YF120.
YF-23 có biệt danh là "Black Widow II - Nhện độc Mỹ II (hay Quả phụ đen II)", do Northrop P-61 đã mang biệt danh Black Widow từ Chiến tranh Thế giới II vì có dấu hiệu giống như dấu hiệu dưới bụng của nhện quả phụ đen. Dấu hiệu của quả phụ đen trong thời gian ngắn được nhìn thấy dưới PAV-1 trước khi bị loại bỏ bởi ban quản lý của Northrop. YF-23 được sơn màu xám có biệt danh Gray Ghost - Ma xám".

## Đánh giá
Cả hai máy bay được trang bị trong cấu hình lý thuyết trước khi yêu cầu cho lực đẩy đảo chiều được tạo ra, dù đó chưa bao giờ là bất kỳ sự đề cập tới nào như tới đặc tính có được kiểm tra hay không. Khoang vũ khí không được định hình để phóng vũ khí và không mang tên lửa, không giống như như máy bay thuyết trình của Lockheed. Northrop chọn trình diễn khả năng sử dụng mô phỏng máy tính. Cấu hình của khoang vũ khí chưa bao giờ được tiết lộ công khai.
Mặc dù những kết quả chính xác của sự đánh giá và những lý do để bào chữa cho quyết định cuối cùng không được công bố rộng rãi và cõ lẽ chưa bao giờ được biết đến do các vấn đề kiện tụng thương mại, Không quân Mỹ đã chọn đội thắng dựa trên cơ sở điểm hệ thống.
YF-22 chiến thắng trong cuộc cạnh tranh vào tháng 4-1991. Nó được nghiên cứu trong những thúc ép rằng YF-22 cũng có thể thích nghi với chương trình Máy bay tiêm kích chiến thuật tiên tiến Hải quân (NATF), tuy nhiên điều này bị loại bỏ sau khi hải quân hủy bỏ chương trình NATF vài tháng sau đó.
Sau khi thua trong cuộc cạnh tranh, cả hai nguyên mẫu YF-23 được chuyển từ Northrop tới Trung tâm nghiên cứu bay Dryden của NASA, tại Căn cứ không quân Edwards, California. Động cơ được loại bỏ. NASA không có những kế hoạch để thực hiện các chuyến bay thử nghiệm với khung máy bay, nhưng một đề nghị được đề xuất sử dụng một trong hai máy bay để nghiên cứu kỹ thuật định kích cỡ để do sức căng. Cấu hình sản xuất khả dĩ của F-23A chưa bao giờ được công bố.
Cuối cùng, tuy nhiên, cả hai máy bay đều ở lại trong khi cho đến mùa hè năm 1996, khi máy bay được chuyển tới bảo tàng. Mẫu PAV-2 được trưng bày tại Bảo tàng bay phía Tây tại Hawthorne, California và PAV-1 được chuyển đến Bảo tàng quốc gia không quân Hoa Kỳ gần Dayton, Ohio, nơi nó sẽ được đặt trong Nhà phục hồi máy bay. PAV-2 bây giờ đang trưng bày tại khu vực đỗ xe ngoài trời gần cơ sở sản xuất của Northrop Grumman ở El Segundo, California.

## Khả năng hồi sinh
Cuối năm 2004, Northrop Grumman có ý định thiết kế cho không quân Mỹ một máy bay ném bom tạm thời dựa trên mẫu của YF-23, một vai trò mà FB-22 và B-1R cùng cạnh tranh. Máy bay PAV-2 được di chuyển từ nhà bảo tàng bay phía tây đến nhà máy của Northrop để làm mới lại sau khi trưng bày ngoài trời hơn 10 năm. Thay vào đó, Northrop sử dụng máy bay để tạo ra một mô hình đúng kích thước của nó được đề xuất làm máy bay ném bom tạm thời. Yêu cầu máy bay ném bom tạm thời sau đó đã bị hủy bỏ vì lợi ích của một yêu cầu thay thế máy bay ném bom bền vững và dài hạn hơn, tuy nhiên, thiết kế dựa trên YF-23 có thể có lẽ được làm thích nghi để hoàn thành vai trò này tốt hơn nữa.

## Thông số kỹ thuật (YF-23)

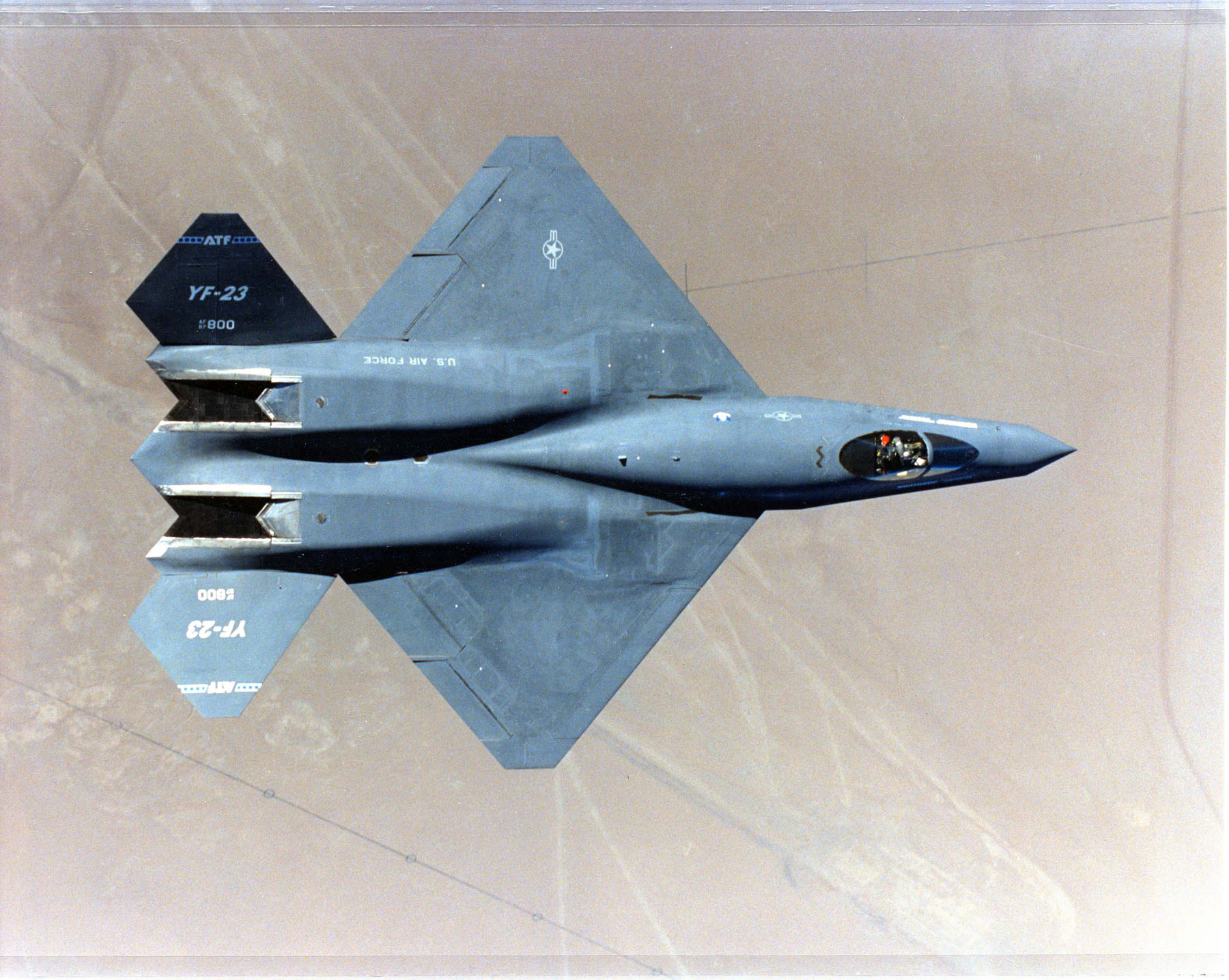
YF-23 nhìn từ trên xuống

Một số dữ liệu là phỏng đoán
Dữ liệu lấy từ F-22 Raptor book

### Đặc điểm riêng
- Phi đoàn: 1
- Chiều dài: 67 ft 5 in (20.60 m)
- Sải cánh: 43 ft 7 in (13.30 m)
- Chiều cao: 13 ft 11 in (4.30 m)
- Diện tích cánh: 900 ft² (88 m²)
- Trọng lượng rỗng: 29.000 lb (14.970 kg)
- Trọng lượng cất cánh: 51.320 lb (23.327 kg)
- Trọng lượng cất cánh tối đa: 62.000 lb (29.029 kg)
- Động cơ: 2 × General Electric YF120 hoặc Pratt & Whitney YF119, 35.000 lbf (156 kN) mỗi chiếc

### Hiệu suất bay
- Vận tốc cực đại: Mach 2.2+ (1.650+ mph, 2.655+ km/h)
- Vận tốc hành trình: Mach 1.6+ (1.060+ mph, 1.706+ km/h)
- Bán kính chiến đấu: 865-920 mi[7] (750-800 nmi, 1.380–1480 km)
- Trần bay: 65.000 ft (19.800 m)
- Vận tốc lên cao:
- Lực nâng của cánh: 54 lb/ft² (265 kg/m²)
- Lực đẩy/trọng lượng: 1.36

### Vũ khí
Vũ khí không được thử nghiệm, nhưng chúng được dự trữ sẵn để sử dụng
- 1× pháo 20 mm M61 Vulcan
- 4× tên lửa không đối không: AIM-120 AMRAAM và AIM-9 Sidewinder

## Nội dung liên quan

### Máy bay có tính năng tương đương
- F-22 Raptor

### Danh sách
- Danh sách máy bay quân sự của Hoa Kỳ
- Danh sách máy bay chiến đấu